# Jessica Stroup
Jessica Leigh Stroup, född 23 oktober 1986 i Anderson i South Carolina, är en amerikansk skådespelerska och fotomodell.
Stroup började som modell och skådespelerska under början av 2000-talet. Efter det har hon haft en rad modelljobb samt film- och TV-serie-roller. Stroup skulle egentligen spela rollen som "Zoe" i Jag kommer alltid att veta vad du gjorde förra sommaren, men var redan upptagen med att filma Vampire Bats. Stroup spelar Silver i CW-serien 90210, som är en remake på Beverly Hills 90210.

## Privatliv
Jessica Stroup föddes i Anderson, South Carolina och växte upp i Charlotte, North Carolina. Hon tog studenten från Providence High School 2004 vid 17 års ålder. Efter high school åkte hon till Los Angeles för att arbeta som modell och skådespelare, och hon lever där idag.

## Karriär
Jessica Stroups första skådespelarjobb var 2005 då hon gästade Nickelodeonserien Unfabulous. Därefter hamnade Stroup i en liten roll i CBS TV-filmen Vampire Bats. För Fox network medverkade hon i birollen i TV-piloten Southern Comfort. Sedan augusti 2008 har hon en roll i 90210 som Silver, den yngre systern till David Silver och Kelly Taylor, en rebell som spelar in och medverkar i Youtube-liknande filmer.
Jessica Stroups första film att visas på bio var School for Scoundrels. Hon medverkade även i filmen The Hills Have Eyes II 2007. 2008 spelade hon rollen som Claire i nyproduktionen av Prom Night. Hon har också medverkat i filmen Broken.
Under åren har Jessica medverkat i ett flertal reklamfilmer, bland annat i Honda, Velveeta och Targets reklamfilmer. Hennes mest kända reklamfilm var som "the Dentyne Girl" i reklamfilmen för Dentyne Ice, som visades i två år.

## Filmografi
| År        | Film                   | Karaktär             |            |
| --------- | ---------------------- | -------------------- | ---------- |
| 2010      | Graduation             | Carey                | Film       |
| 2009      | Homecoming             | Elizabeth Mitchum    | Film       |
| 2008      | The Informers          | Rachel               | Film       |
| 2008      | True Blood             | Kelly                | Television |
| 2008-2013 | 90210                  | Erin "Silver" Silver | Television |
| 2008      | Prom Night             | Claire               | Film       |
| 2007-2008 | Reaper                 | Cady                 | Television |
| 2007      | This Christmas         | Sandi                | Film       |
| 2007      | The Hills Have Eyes II | PFC Amber Johnson    | Film       |
| 2007      | October Road           | Taylor               | Television |
| 2007      | Grey's Anatomy         | Jillian Miller       | Television |
| 2006      | Broken                 | Sara                 | Film       |
| 2006      | School for Scoundrels  | Elis fru             | Film       |
| 2006      | Left in Darkness       | Justine              | Film       |
| 2006      | Southern Comfort       | Lindy                | Film       |
| 2006      | Pray for Morning       | Ashley               | Film       |
| 2006      | Zoey 101               | Tjej                 | Television |
| 2006      | Girlfriends            | Riley                | Television |
| 2005      | Unfabulous             | Fredericka           | Television |
| 2005      | Vampire Bats           | Eden                 | Film       |